# Gehler (Adelsgeschlecht)
Gehler ist oder war eine in Görlitz und zuletzt auch in Leipzig vorkommende Familie, die einige Bürgermeister der Stadt stellte. Im Jahr 1650 wurde Bartholomäus Gehler von Ferdinand III. geadelt.

## Stammlinie
Der älteste nachweisbare Stammvater des Geschlechts ist Nikolaus Gehler, 1456 Gutsbesitzer auf Leopoldshain. Sein Enkel Mathäus († 27. Dezember 1552) wurde ein angesehener Bierbrauer in Görlitz. Bei Christian Knauthe heißt es zwar, Mathäus sei Nikolaus Sohn gewesen, die nachfolgenden Autoren nennen aber Nikolaus’ Sohn Michael als Vater des Mathäus. Mit seiner Ehefrau Ursel, nicht überlieferten Nachnamens, zeugte Mathäus 11 Kinder.
- Zacharias
- Martinus
- Anna ⚭² Valentin Ritter
- Ursula ⚭² Melchior Steinberg
  - Melchior Steinberg
- Sara
- Brigitta
- Johannes († 23. Mai 1591), der Vater von 14 Kindern aus drei Ehen. Aus seiner ersten Ehe mit Regina Doeler stammte eine Tochter:
  - Catharina; 1570: ⚭ Jakob Gründeln
  - Kinder Johannes aus zweiter Ehe mit Helena Emmerich:
    - Helena
    - Regina
    - Joachimus
    - Anna
    - Michael Gehler († 27. März 1634), wurde nach Studium Kaufmann in Görlitz.
      - Michael (* 4. Oktober 1587), Doktor der Medizin
        - Heinrich
        - Maximilian
        - Rosina

      - weitere Kinder des Kaufmanns Michael:
        - Paulus
        - Johannes
        - Magdalena
        - Paulus
        - Martha
        - Rosina
        - Bartholomäus Gehler, Görlitzer Bürgermeister. Starb nicht ohne Nachkommen, wie fälschlich in Siebmachers Wappenbuch behauptet.
          - Johann (auch: Johannes; * 30. September 1630; † 4. Juni 1679) ⚭ Martha, Tochter des Bürgermeisters Karl Förster
            - Bartholomäus (* 17. August 1661; † 24. Oktober 1715) studierte Jura und ging anschließend auf Reisen. Er war verheiratet mit Marie Dorothea, Tochter des Martin Luft.
              - Johannes (* 23. September 1692; † 25. Juli 1741), studierte in Leipzig Jura, musste aber als ältester seiner Brüder die Güter des verstorbenen Vaters verwalten. Er war mit Dorothea Margarethe, geborene Niciin, Witwe Martin Nesens, verheiratet
                - Johann Christian (* 20. Juli 1719; † 24. Januar 1720)
                - Christian Traugott (* 22. April 1724; † 9. Mai 1724)

              - Karl (* 8. Juli 1694; † 6. November 1756), studierte Jura u. a. in Leipzig
              - Martha (* 18. Oktober 1696; † 11. Dezember 1752), heiratete Melchior Schäfer
              - Bartholomäus (* 5. April 1698 in Görlitz; † 12. Juli 1775)
              - Christiana Dorothea (* 2. Mai 1700; † 29. Oktober 1763)
              - Christian Wilhelm
              - Friedrich Erdmann
              - Johann Traugott
              - Christian Gotthülf

            - weitere Kinder Johanns und Marthas:
              - Carolus (* 3. April 1665; † 3. April 1747)
              - Johannes (23. Juni 1667; † 27. August 1720)

          - weitere Kinder aus erster Ehe des Bürgermeisters Bartholomäus:
            - Martha
            - Paulus
            - Rosina
            - Anna
            - Bartholomäus
            - Barbara

          - Kinder aus Bartholomäus zweiter Ehe:
            - Johann Wilhelm Gehler (1649–1713)
              - Johann Wilhelm Gehler (1696–1765). Als seine Kinder sind unter anderem bekannt:
                - Johann Samuel Traugott Gehler
                - Johann Bartholomäus Gehler
                  - Johanna Christiana (* 7. Januar 1728), heiratete den kursächsischen Armeehauptmann Kaspar Gottlob von der Heyde.[1]

                - Johann Carl Gehler.
                  - Johann August Otto Gehler

          - weitere aus des Bürgermeisters Bartholomäus zweiter Ehe:
            - Johann Christian
            - Dorothea Sophie

      - weitere Kinder des Kaufmanns Michael:
        - Elisabeth
        - Augustinus
        - Gottfried

  - weitere Kinder Johannes aus zweiter Ehe mit Helena:
    - Sara
    - Ursula
    - Friedrich
    - Matthäus

  - Kinder Johanns aus dritter Ehe:
    - Elisabeth
    - Margaretha
    - Sabina
    - Martha

## Wappen

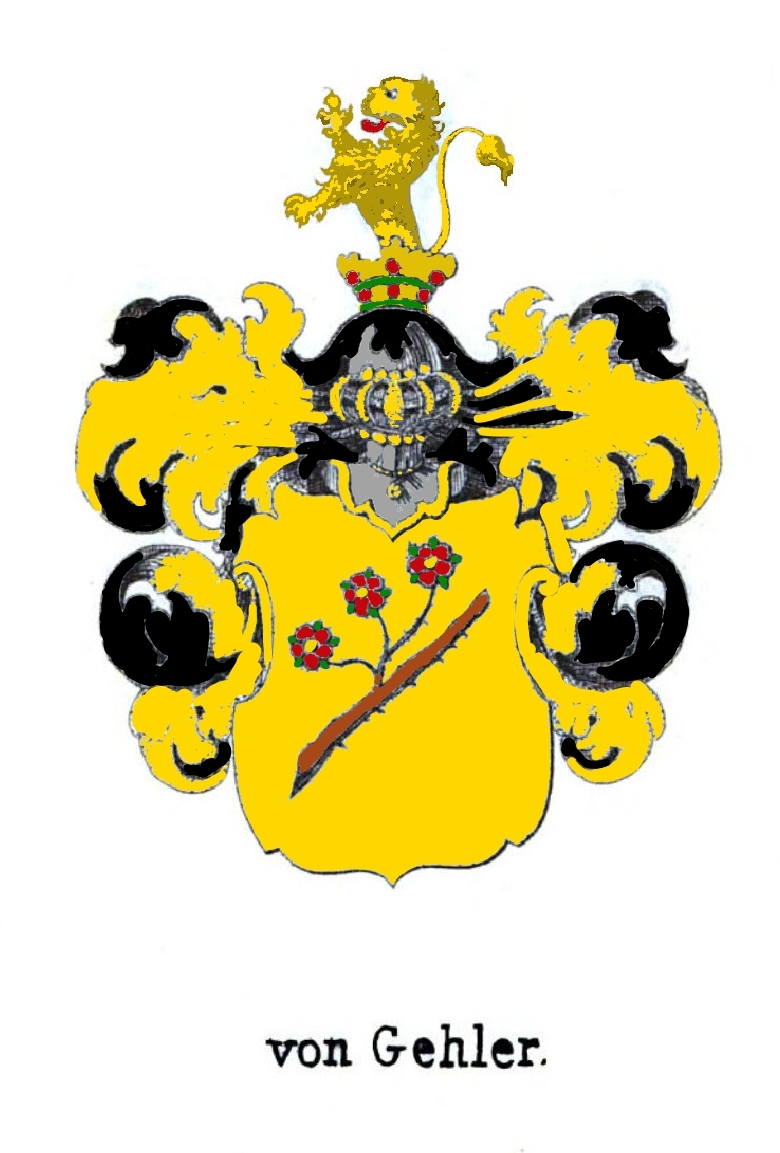
Eingefärbtes Gehler’sches Wappen. Vorlage: Leonhard Dorst: Allgemeines Wappenbuch, Band 2, 1846.

Das Wappen zeigt in Gold einen schräglinks gelegten braunen abgeschnittenen kurzen Rosenstock, aus dessen rechter Seite nebeneinander drei rote Rosen hervorgehen. Auf dem gekrönten Helm mit schwarz-goldenen Helmdecken ein wachsender goldener Löwe.

## Gruft

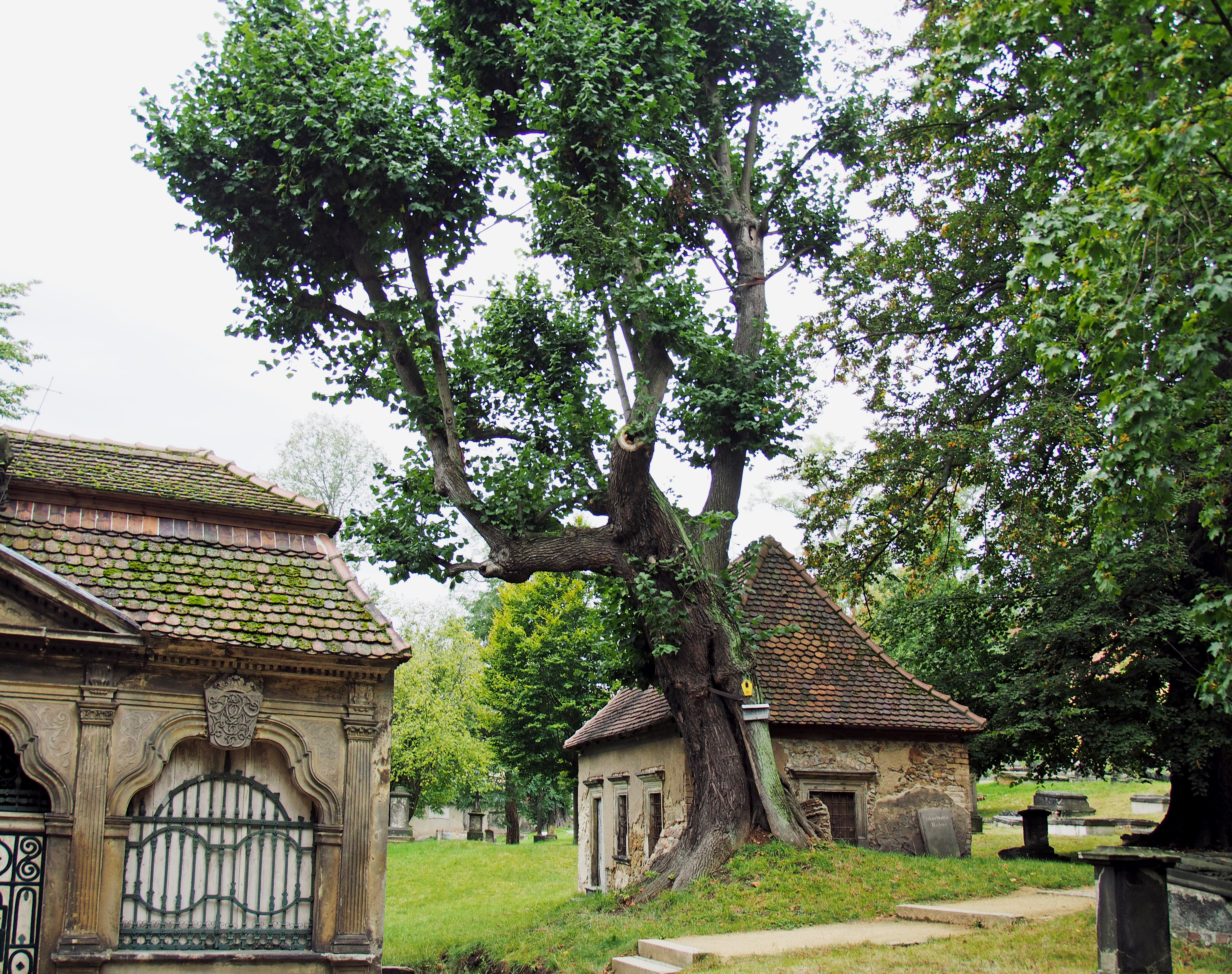
Gehlergruft (rechts) bei der sagenumwobenen Mollerlinde

Nach den Quellen im Görlitzer Ratsarchiv hat der Bürgermeister Georg Endermann für die Familie Gehler im Jahr 1658 ein Begräbnis am Nikolaikirchhof angelegt, das des Bürgermeisters Bartholomäus Gehlers Sohn Johann (auch Johannes; * 30. September 1630; † 4. Juni 1679) zur Gehler’schen Gruft vollendete und zuerst in ihr beigesetzt wurde.
Auch nach der Inschrift in ihr wurde sie in Bartholomäus Gehlers Todesjahr 1676 von seinem Sohn Johann erbaut.
Von letzterem stammt auch der lateinische Spruch innerhalb der Gruft. Er entspricht einer Passage in Kohelet (Koh 9,5–7 ).

„Die Lebenden wissen, daß sie sterben werden, die Toten aber wissen nichts, verdienen auch nichts mehr, denn ihr Gedächtnis ist vergessen, daß man sie nicht mehr liebt noch hasset noch neidet und haben keinen Theil mehr auf der Welt in Allem was unter der Sonne geschieht. Darum geh’ hin und iß dein Brot mit Frieden, trink deinen Wein mit gutem Muth, denn dein Werk gefällt Gott.“

## Persönlichkeiten
- Bartholomäus Gehler (1601–1676), Sekretär im Fürstentum Sagan und in Görlitz, Görlitzer Bürgermeister und Landesherr; 1650 geadelt
- Johann Wilhelm Gehler (1649–1713), Görlitzer Bürgermeister
- Johann Wilhelm Gehler (1696–1765), Görlitzer Bürgermeister und Wissenschaftlicher
- Johann Samuel Traugott Gehler (1751–1795), Physiker und Jurist
- Johann August Otto Gehler (1762–1822), Jurist und Kommunalpolitiker
- Johann Carl Gehler (1732–1796), Arzt, Anatom und Mineraloge

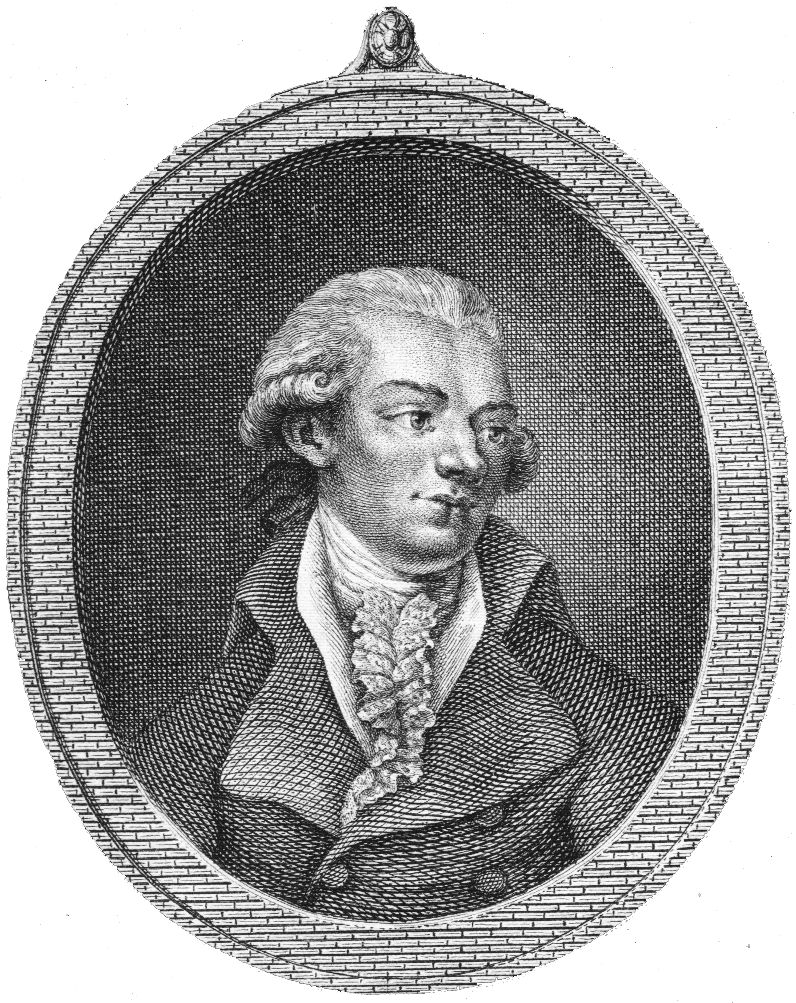
Johann Samuel Traugott Gehler (1751–1795)
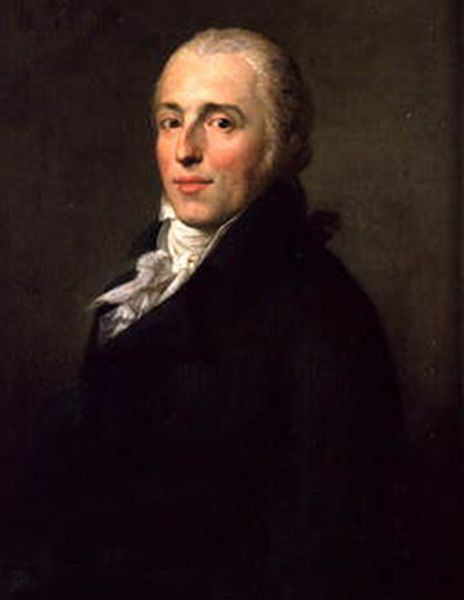
Johann August Otto Gehler (1762–1822)
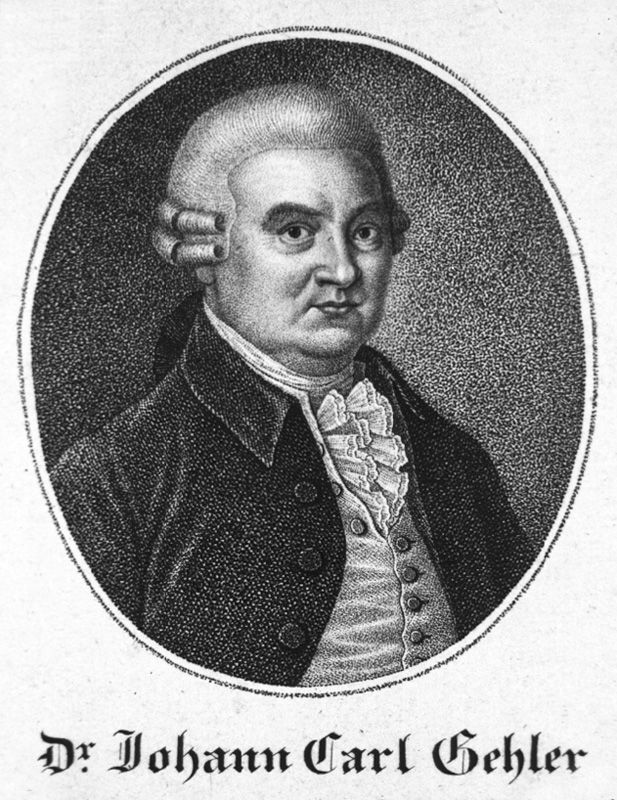
Johann Carl Gehler (1732–1796)